# Heiko Sippel

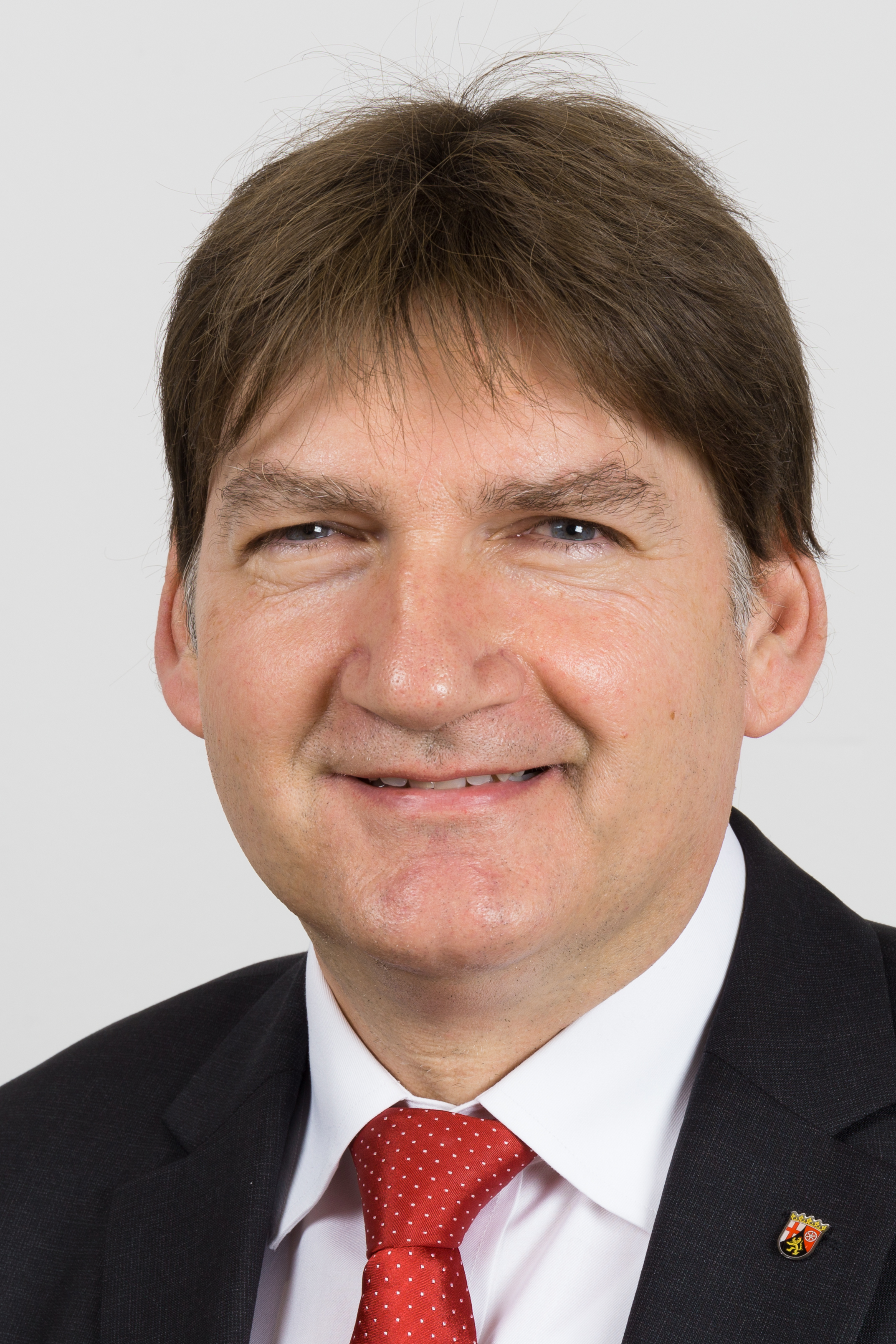
Heiko Sippel (2016)

Heiko Sippel (* 27. September 1964 in Worms) ist ein deutscher Politiker (SPD) und seit dem 1. Januar 2020 Landrat des Landkreises Alzey-Worms.

## Leben
Sippel hat in den Jahren 1981 bis 1984 eine Ausbildung zum Vermessungstechniker absolviert und arbeitete anschließend bis 1992 als Beamter des mittleren vermessungstechnischen Dienstes in der Katasterverwaltung. Auf dem zweiten Bildungsweg erwarb er schließlich die Fachhochschulreife und studierte von 1993 bis 1996 an der Fachhochschule für öffentliche Verwaltung in Mayen. Nach seinem Abschluss als Diplom-Verwaltungswirt (FH) wurde er bis 2008 Beamter bei der Kreisverwaltung Alzey-Worms, wo er zuletzt als Büroleiter und Geschäftsführer der Wirtschaftsförderungsgesellschaft arbeitete.
Sippel ist verheiratet und hat ein Kind.

## Politik
Sippel ist seit 1983 SPD-Mitglied. Von 1987 bis 1991 war er Vorsitzender der Jungsozialisten im SPD-Unterbezirk Alzey-Worms. Anschließend wurde er stellvertretender Vorsitzender des SPD-Stadtverbandes Alzey – 2004 bis 2019 schließlich auch Vorsitzender. Seit 2008 ist er stellvertretender Vorsitzender des SPD-Unterbezirks Alzey-Worms.
1990 wurde Sippel in den Stadtrat von Alzey gewählt, schied 1994 aber wieder aus. Erst 2003 zog er wieder in den Stadtrat ein und wurde dort stellvertretender Vorsitzender der SPD-Stadtratsfraktion, bis er von 2006 bis 2014 als Erster Beigeordneter der Stadt Alzey tätig war. Seit der Kommunalwahl 2014 gehört er dem Stadtrat wieder an.
2009 wurde Sippel in des Kreistag Alzey-Worms gewählt und führte von 2014 bis 2019 als Vorsitzender die SPD-Kreistagsfraktion.
Vom 1. Januar 2009 bis zum 31. Dezember 2019 war Sippel Abgeordneter des Landtages Rheinland-Pfalz. Er rückte 2009 für Walter Zuber in den Landtag nach. Bei der Landtagswahl 2011 und 2016 errang er das Direktmandat im Wahlkreis Alzey. Sippel war in seiner Landtagszeit Mitglied des Rechtsausschusses und im Ausschuss für Wirtschaft und Verkehr sowie rechtspolitischer Sprecher der SPD-Landtagsfraktion und Vorsitzender der Landesdatenschutzkommission.
Heiko Sippel wurde am 1. Januar 2020 Landrat des Landkreises Alzey-Worms. Bei der Stichwahl am 16. Juni 2019 hatte er sich mit einem Stimmenanteil von 51,0 % gegen den CDU-Kandidaten Markus Conrad durchgesetzt, nachdem bei der Direktwahl am 26. Mai 2019 keiner der ursprünglich drei Bewerber eine ausreichende Mehrheit erreicht hatte.